# Hemilissa opaca
Hemilissa opaca är en skalbaggsart som beskrevs av Martins 1976. Hemilissa opaca ingår i släktet Hemilissa, och familjen långhorningar.
Artens utbredningsområde är:
- Guyana.
- Venezuela.

Inga underarter finns listade i Catalogue of Life.